# Tuerta lycaon
Tuerta lycaon là một loài bướm đêm trong họ Noctuidae.